# Municipio de Dieter
El municipio de Dieter (en inglés: Dieter Township) es un municipio ubicado en el condado de Roseau en el estado estadounidense de Minnesota. En el año 2010 tenía una población de 148 habitantes y una densidad poblacional de 1,29 personas por km².

## Geografía
El municipio de Dieter se encuentra ubicado en las coordenadas 48°56′45″N 95°56′32″O / 48.94583, -95.94222. Según la Oficina del Censo de los Estados Unidos, el municipio tiene una superficie total de 115.11 km², de la cual 115,11 km² corresponden a tierra firme y (0 %) 0 km² es agua.

## Demografía
Según el censo de 2010, había 148 personas residiendo en el municipio de Dieter. La densidad de población era de 1,29 hab./km². De los 148 habitantes, el municipio de Dieter estaba compuesto por el 99,32 % blancos, el 0,68 % eran asiáticos. Del total de la población el 0 % eran hispanos o latinos de cualquier raza.